# Ivana Luković
Ivana Luković (Belgrado, 18 luglio 1992) è una pallavolista serba.
Gioca indifferentemente come schiacciatrice e opposto nell'UKF Nitra.

## Carriera
La carriera di Ivana Luković nel settore giovanile dell'Odbojkaški klub Vizura, squadra della sua città natale, Belgrado, con la quale esordisce in Superliga nella stagione 2008-09, giocandovi per due annate; nel 2009 con la nazionale under 18 vince la medaglia d'argento al campionato mondiale under 18 e al campionato europeo under 18; dopo le vittorie con la nazionale viene promossa in prima squadra.
Nella stagione 2010-2011 viene ingaggiata dalla Pallavolo Sirio Perugia, nella Serie A1 italiana; nell'estate del 2011 fa inoltre parte della nazionale under 20 serba, prendendosi in seguito una pausa dalla pallavolo giocata.
Ritorna a giocare a pallavolo nel 2012-13 con l'Olympiakos Syndesmos Filathlon Peiraios, col quale si aggiudica lo scudetto e la Coppa di Grecia; nel 2013 fa il suo esordio in nazionale maggiore in occasione della European League. Nel campionato successivo torna a giocare in patria con l'Omladinski Odbojkaški Klub Kolubara, ma nel mese di gennaio passa all'Ereğli Belediye Spor Kulübü nella Voleybol 1. Ligi turca per la seconda parte di stagione.
Dopo una breve apparizione nel campionato thailandese con l'Idea Khon Kaen Volleyball Club, nella stagione 2015-16 ritorna in Italia vestendo la maglia del New Volley Libertas, in Serie A2, mentre nella stagione seguente approda in Romania al Clubul Sportiv Municipal București, club impegnato in Divizia A1.

## Palmarès

### Club
- Campionato greco: 1

2012-13
- Coppa di Grecia: 1

2012-13

### Nazionale (competizioni minori)
- Campionato mondiale under 18 2009
- Campionato europeo under 18 2009